# Coelichneumon cretatus
Coelichneumon cretatus là một loài tò vò trong họ Ichneumonidae.